# Cleveland Crossroads
Cleveland Crossroads önkormányzat nélküli település az USA Alabama államában, Clay megyében. 